# Eulerjeva formula
Eulerjeva fórmula [òjlerjeva ~], imenovana po Leonhardu Eulerju, je matematična formula v kompleksni analizi, ki kaže globoko povezavo med trigonometričnimi funkcijami in kompleksno eksponentno funkcijo. Eulerjeva formula pravi, da za poljubno realno število {\displaystyle x\,} velja:
{\displaystyle e^{ix}=\cos x+i\sin x\!\,,}
kjer je {\displaystyle e\,} osnova naravnih logaritmov, {\displaystyle i\,} imaginarna enota, cos in sin pa trigonometrični funkciji kosinus in sinus argumenta {\displaystyle x\,} v radianih in ne v kotnih stopinjah. Formula velja tudi, če je {\displaystyle x\,} kompleksno število, tako da formulo definirajo v tej obliki.
Poseben primer Eulerjeve formule je Eulerjeva enačba:
{\displaystyle e^{i\pi }+1=0\!\,.}